# العلاقات الأمريكية الغرينادية
العلاقات الأمريكية الغرينادية هي العلاقات الثنائية التي تجمع بين الولايات المتحدة وغرينادا.

## مقارنة بين البلدين
هذه مقارنة عامة ومرجعية للدولتين:
| وجه المقارنة                                              | الولايات المتحدة                                                                                                  | غرينادا                                |
| --------------------------------------------------------- | --- | -------------------------------------- |
| المساحة (كم2)                                             | 9.83 مليون | 348                                    |
| عدد السكان (نسمة)                                         | 311.58 مليون | 107.83 ألف                             |
| الكثافة السكانية (ن./كم²)                                 | 31.7 | 30.99 ألف                              |
| العاصمة                                                   | واشنطن العاصمة | سانت جورجز                             |
| اللغة الرسمية                                             | لغة إنجليزية | لغة إنجليزية، إنكليزية غرنادة المولدة ‏ |
| العملة                                                    | دولار أمريكي | دولار شرق الكاريبي                     |
| الناتج المحلي الإجمالي (بليون دولار)                      | 19.39 تريليون | 1.12 مليار                             |
| الناتج المحلي الإجمالي (تعادل القوة الشرائية) بليون دولار | 18.04 تريليون | 1.45 مليار                             |
| الناتج المحلي الإجمالي الاسمي للفرد دولار أمريكي          | 56.12 ألف | 9.21 ألف                               |
| الناتج المحلي الإجمالي للفرد دولار أمريكي                 | 54.63 ألف | 12.43 ألف                              |
| مؤشر التنمية البشرية                                      | 0.920 | 0.750                                  |
| رمز المكالمات الدولي                                      | +1 | +1473                                  |
| رمز الإنترنت                                              | .us، حكومة، .mil، Edu.                                                                                            | .gd                                    |
| المنطقة الزمنية                                           | توقيت ساموا الأمريكية، توقيت أطلنطي موحد، منطقة زمنية وسطى، توقيت ألاسكا ‏، المنطقة الزمنية الجبلية، توقيت تشامرو ‏ | 00                                     |

## منظمات دولية مشتركة
يشترك البلدان في عضوية مجموعة من المنظمات الدولية، منها:
| علم المنظمة | اسم المنظمة                               | تاريخ انضمام الولايات المتحدة | تاريخ انضمام غرينادا |
| ----------- | ----------------------------------------- | ----------------------------- | -------------------- |
|             | منظمة حظر الأسلحة الكيميائية              | ?                             | ?                    |
|             | الاتحاد الدولي للاتصالات                  | 1 يوليو 1908                  | 17 نوفمبر 1981       |
|             | منظمة الشرطة الجنائية الدولية             | ?                             | ?                    |
|             | المركز الدولي لتسوية المنازعات الاستشارية | 14 أكتوبر 1966                | 23 يونيو 1991        |
|             | وكالة ضمان الاستثمار متعدد الأطراف        | 12 أبريل 1988                 | 12 أبريل 1988        |
|             | منظمة التجارة العالمية                    | ?                             | ?                    |
|             | يونسكو                                    | 4 نوفمبر 1946                 | 17 فبراير 1975       |
|             | مؤسسة التنمية الدولية                     | 24 سبتمبر 1960                | 28 أغسطس 1975        |
|             | الأمم المتحدة                             | 24 أكتوبر 1945                | 17 سبتمبر 1974       |
|             | الاتحاد البريدي العالمي                   | ?                             | ?                    |
|             | البنك الدولي للإنشاء والتعمير             | 27 ديسمبر 1945                | 27 أغسطس 1975        |
|             | مؤسسة التمويل الدولية                     | 20 يوليو 1956                 | 28 أغسطس 1975        |

## أعلام
هذه قائمة لبعض الشخصيات التي تربطها علاقات بالبلدين:
- إيتان توماس (لاعب كرة سلة أمريكي، 1 أبريل 1978 – )
- إيسو سيمبسون (سباح غرينادي، 6 أكتوبر 1990 – )
- داريل فيرغسون (لاعب كرة قدم بربادوسي، 4 يونيو 1985[25] – )
- ديف شبيل (24 أغسطس 1973[26] – )
- عائشة هيندز (ممثلة أمريكية، 13 نوفمبر 1975 – )
- كيرك ونايت (16 نوفمبر 1995 – )
- كيسي بنجامين (موسيقي أمريكي، 1978 – )
- مالكوم إكس (داعية إسلامي أمريكي، اشتهر باسم الحاج مالك الشباز، معروف بتاريخه للدفاع عن حقوق السود، 19 مايو 1925[27][28][29] – 21 فبراير 1965[27][28][29])
- نيا لونغ (30 أكتوبر 1970 – )
- وايت سيناك (19 أبريل 1976 – )

## وصلات خارجية
- موقع وزارة الخارجية الأمريكية